# Choerophryne fafniri
Espèce
Synonymes
- Albericus fafniri Menzies, 1999

Statut de conservation UICN

 DD  : Données insuffisantes
Choerophryne fafniri est une espèce d'amphibiens de la famille des Microhylidae.

## Répartition
Cette espèce est endémique de la province des Hautes-Terres méridionales en Papouasie-Nouvelle-Guinée. Elle se rencontre au nord de Mendia vers 2 400 m d'altitude.

## Description
Choerophryne fafniri ne se distingue de Choerophryne darlingtoni, qui vit dans les mêmes biotopes, que par son chant.

## Étymologie
Cette espèce est nommée en référence à Fáfnir.

## Publication originale
- Menzies, 1999 : A study of Albericus (Anura: Microhylidae) of New Guinea. Australian Journal of Zoology, vol. 47, no 4, p. 327-360.